# NHL Entry Draft 2015

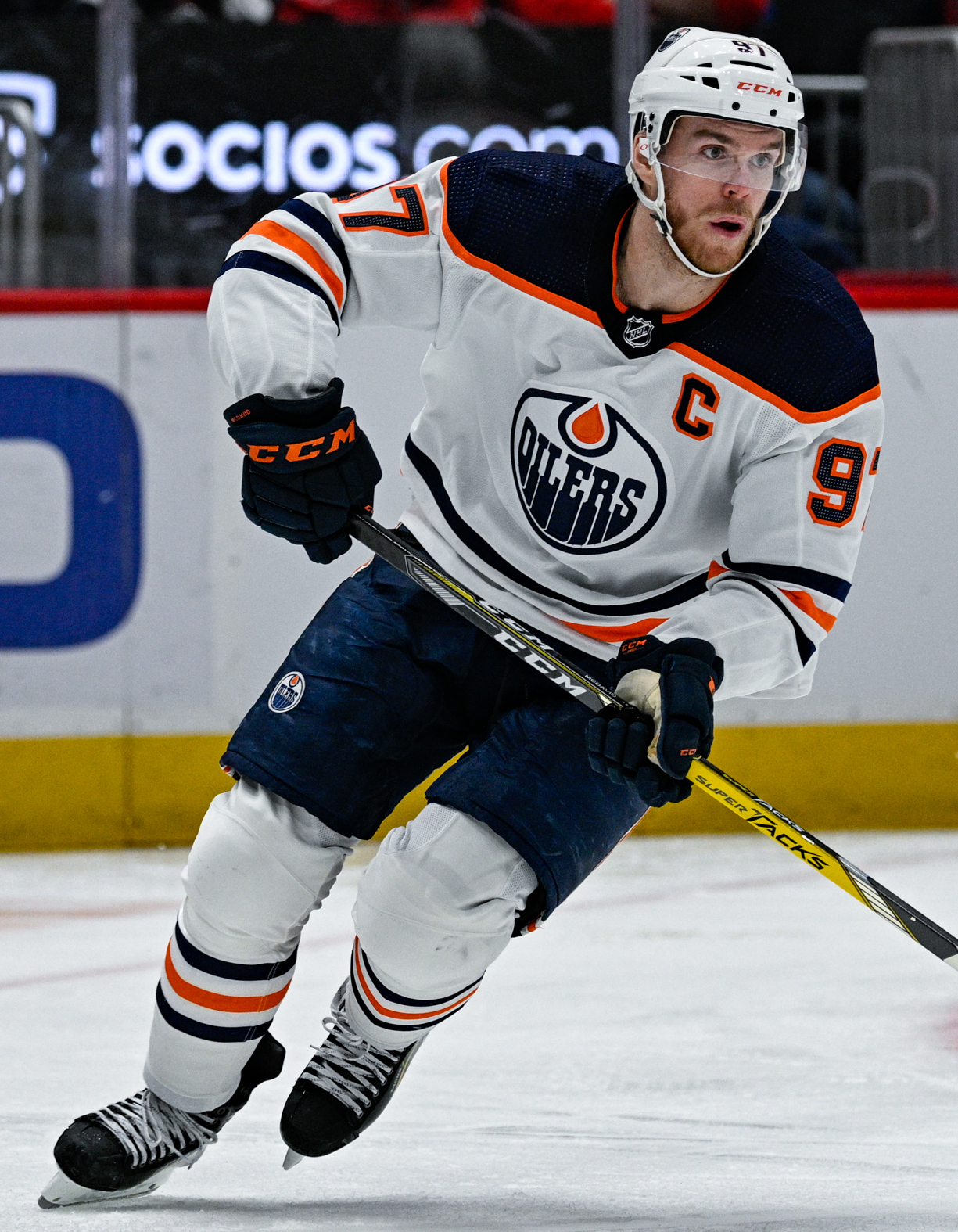
Connor McDavid valdes av Edmonton Oilers som förste spelare totalt.

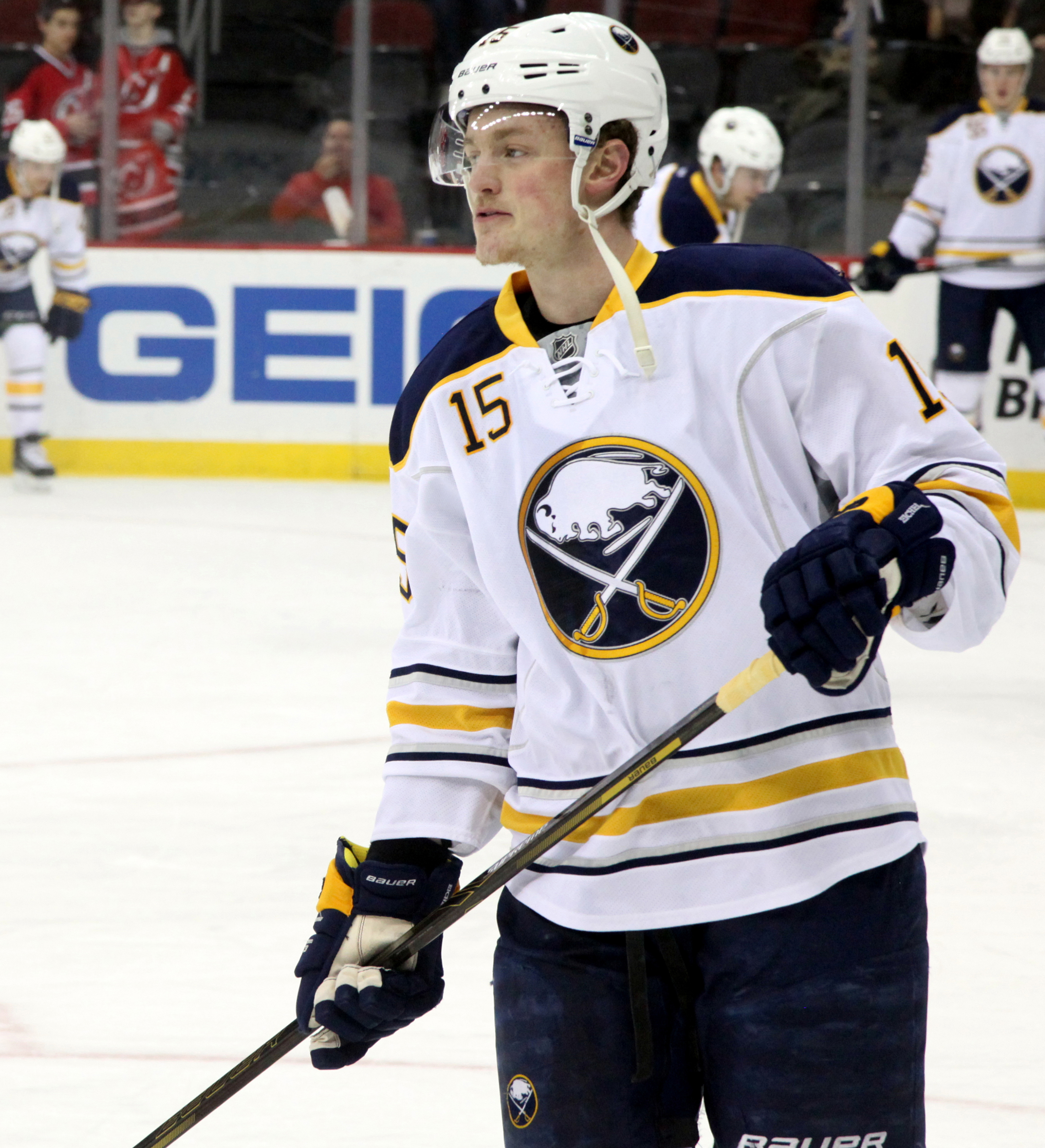
Jack Eichel valdes av Buffalo Sabres som andre spelare totalt.

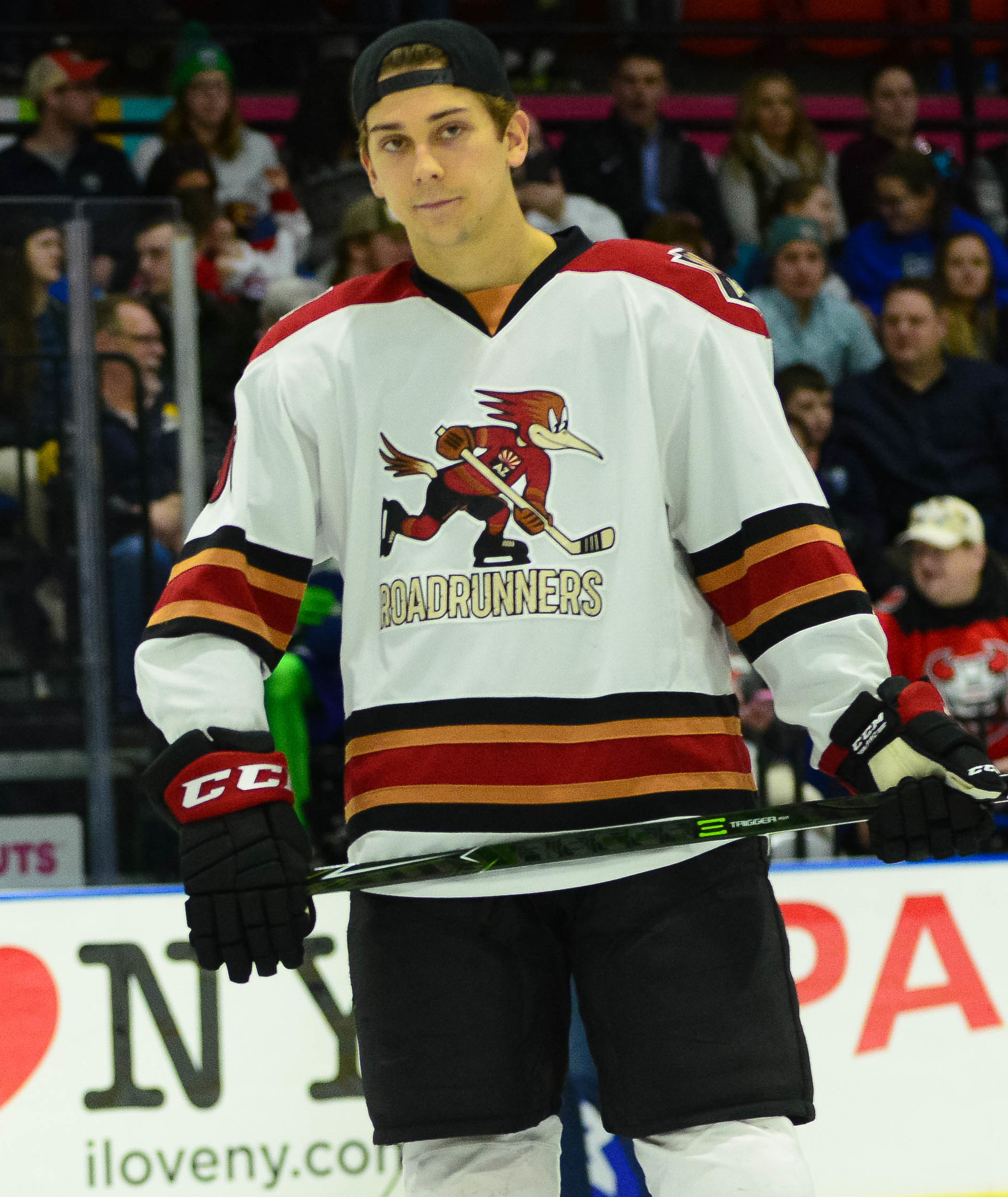
Dylan Strome valdes av Arizona Coyotes som tredje spelare totalt.

NHL Entry Draft 2015 var den 53:e NHL-draften och hölls den 26–27 juni 2015 i BB&T Center i Sunrise, Florida, USA. Centern Connor McDavid från Erie Otters (OHL) valdes som nummer ett av Edmonton Oilers.

## Spelare berättigade till att bli draftade
- Spelare som födda mellan 1 januari 1995 och 15 september 1997 var berättigade till att bli draftade i detta års NHL Entry Draft.[5]
- Spelare födda 1994 men inte tidigare draftade och med medborgarskap i ett land utanför Nordamerika var också berättigade att bli draftade i årets NHL Entry Draft.[5]
- Spelare födda efter 30 juni 1995 och draftade i NHL Entry Draft 2013, men  aldrig kontrakterade av sina draftade NHL-organisationer, kunde åter bli draftade i årets NHL Entry Draft.[5]

## Rankning inför draften

### Mittsäsongsrankningen
Den 20 januari 2015 presenterade NHL:s scoutorgan Central Scouting Bureau sin mittsäsongsrankning för de spelare som rankades högst att gå i draften i juni.
Spelarna är placerade efter var de spelade under säsongen 2014–2015.
| Nr | Nordamerikanska utespelare | Europeiska utespelare |
| -- | -------------------------- | --------------------- |
| 1  | Connor McDavid (C)         | Oliver Kylington (B)  |
| 2  | Jack Eichel (C)            | Mikko Rantanen (HF)   |
| 3  | Noah Hanifin (B)           | Jens Lööke (HF)       |
| 4  | Lawson Crouse (VF)         | Michael Špaček (HF)   |
| 5  | Dylan Strome (C)           | Jacob Larsson (B)     |
| 6  | Zach Werenski (B)          | Gabriel Carlsson (B)  |
| 7  | Mitch Marner (C)           | Denis Gurjanov (HF)   |
| 8  | Pavel Zacha (C)            | Filip Ahl (VF)        |
| 9  | Mathew Barzal (C)          | Sebastian Aho (B)     |
| 10 | Ivan Provorov (B)          | David Kaše (HF)       |

| Nr | Nordamerikanska målvakter | Europeiska målvakter |
| -- | ------------------------- | -------------------- |
| 1  | MacKenzie Blackwood       | Ilja Samsonov        |
| 2  | Callum Booth              | Daniel Vladař        |
| 3  | Samuel Montembeault       | Felix Sandström      |

### Slutlig rankning
Den 8 april 2015 presenterade Central Scouting Bureau sin slutliga rankning för de spelare som förväntas gå högst i draften.
Spelarna är placerade efter var de spelade under säsongen 2014–2015.
| Nr |   | Nordamerikanska utespelare |   | Europeiska utespelare |
| -- | - | -------------------------- | - | --------------------- |
| 1  | ▬ | Connor McDavid (C)         | ▲ | Mikko Rantanen (HF)   |
| 2  | ▬ | Jack Eichel (C)            | ▲ | Gabriel Carlsson (B)  |
| 3  | ▬ | Noah Hanifin (B)           | ▲ | Jacob Larsson (B)     |
| 4  | ▲ | Dylan Strome (C)           | ▲ | Joel Eriksson Ek (C)  |
| 5  | ▼ | Lawson Crouse (VF)         | ▼ | Michael Špaček (HF)   |
| 6  | ▲ | Mitch Marner (C)           | ▼ | Oliver Kylington (B)  |
| 7  | ▲ | Ivan Provorov (B)          | ▬ | Denis Gurjanov (HF)   |
| 8  | ▬ | Pavel Zacha (C)            | ▲ | Robin Kovacs (HF)     |
| 9  | ▼ | Zach Werenski (B)          | ▼ | Filip Ahl (VF)        |
| 10 | ▲ | Timo Meier (HF)            | ▼ | Jens Lööke (HF)       |

| Nr |   | Nordamerikanska målvakter |   | Europeiska målvakter |
| -- | - | ------------------------- | - | -------------------- |
| 1  | ▬ | MacKenzie Blackwood       | ▬ | Ilja Samsonov        |
| 2  | ▬ | Callum Booth              | ▬ | Daniel Vladař        |
| 3  | ▬ | Samuel Montembeault       | ▬ | Felix Sandström      |

## Lotteriet
Draftlotteriet som bekräftade draftordningen för 2015 års NHL Entry Draft verkställdes lördagen den 18 april.

### Oddsen
Draftoddsen för 2015 års draftlotteri var följande:
| Slutplacering | NHL-organisation      | Procent på att få första draftvalet |
| ------------- | --------------------- | ----------------------------------- |
| 30:e          | Buffalo Sabres        | 20,0%                               |
| 29:e          | Arizona Coyotes       | 13,5%                               |
| 28:e          | Edmonton Oilers       | 11,5%                               |
| 27:e          | Toronto Maple Leafs   | 9,5%                                |
| 26:e          | Carolina Hurricanes   | 8,5%                                |
| 25:e          | New Jersey Devils     | 7,5%                                |
| 24:e          | Philadelphia Flyers   | 6,5%                                |
| 23:e          | Columbus Blue Jackets | 6,0%                                |
| 22:a          | San Jose Sharks       | 5,0%                                |
| 21:a          | Colorado Avalanche    | 3,5%                                |
| 20:e          | Florida Panthers      | 3,0%                                |
| 19:e          | Dallas Stars          | 2,5%                                |
| 18:e          | Los Angeles Kings     | 2,0%                                |
| 17:e          | Boston Bruins         | 1,0%                                |

### Resultatet
Det blev Edmonton Oilers som draftade som första lag, trots att de kom tredje sist i grundserien. Det var deras fjärde första draftval på de senaste sex åren, en bedrift som ingen annan NHL-organisation har varit närheten av. De valde då forwardarna Taylor Hall (2010), Ryan Nugent-Hopkins (2011) och Nail Jakupov (2012). De två lag som faktiskt kom sist respektive näst sist, Buffalo Sabres och Arizona Coyotes, blev lottade att välja som andra respektive tredje lag. De andra elva lagen behöll sina positioner efter hur de blev placerade i grundserien.

## Draftvalen

### Första valet
2015 års draft var väldig bred när det gällde tillgängliga talanger men den som förväntades gå som nummer ett var den kanadensiska centern Connor McDavid från Erie Otters i Ontario Hockey League (OHL). Han beskrivs som en "generationstalang" likt Wayne Gretzky, Mario Lemieux, Bobby Orr och Sidney Crosby. Den som kunde utmana om att gå som nummer ett, även om det var princip osannolikt, var den amerikanska centern Jack Eichel från Boston University Terriers i National Collegiate Athletic Association (NCAA). Eichel beskrevs inte som en generationstalang som McDavid men att han har en väldig hög potential att kunna bli både franchise player, nyckelspelare för den NHL-organisation som draftade honom, och en stor stjärna i ligan. Det blev som väntat att Edmonton Oilers valde McDavid som nummer ett och Buffalo Sabres valde Eichel som nummer två.

### Första rundan
Källa: 
| Nr | Spelare                    | Nationalitet | NHL-organisation                                                  | College-/Junior-/Klubblag            |
| -- | -------------------------- | ------------ | ----------------------------------------------------------------- | ------------------------------------ |
| 1  | Connor McDavid (C)         | Kanada       | Edmonton Oilers                                                   | Erie Otters (OHL)                    |
|    |                            |              |                                                                   |                                      |
| 2  | Jack Eichel (C)            | USA          | Buffalo Sabres                                                    | Boston University Terriers (NCAA)    |
| 3  | Dylan Strome (C)           | Kanada       | Arizona Coyotes                                                   | Erie Otters (OHL)                    |
| 4  | Mitch Marner (C/HF)        | Kanada       | Toronto Maple Leafs                                               | London Knights (OHL)                 |
| 5  | Noah Hanifin (B)           | USA          | Carolina Hurricanes                                               | Boston College Eagles (NCAA)         |
| 6  | Pavel Zacha (C/VF)         | Tjeckien     | New Jersey Devils                                                 | Sarnia Sting (OHL)                   |
| 7  | Ivan Provorov (B)          | Ryssland     | Philadelphia Flyers                                               | Brandon Wheat Kings (WHL)            |
| 8  | Zach Werenski (B)          | USA          | Columbus Blue Jackets                                             | Michigan Wolverines (NCAA)           |
| 9  | Timo Meier (HF/C)          | Schweiz      | San Jose Sharks                                                   | Halifax Mooseheads (LHJMQ)           |
| 10 | Mikko Rantanen (C/HF/VF)   | Finland      | Colorado Avalanche                                                | HC TPS (Liiga)                       |
| 11 | Lawson Crouse (VF)         | Kanada       | Florida Panthers                                                  | Kingston Frontenacs (OHL)            |
| 12 | Denis Gurjanov (HF/VF)     | Ryssland     | Dallas Stars                                                      | HK Lada Toljatti (KHL)               |
| 13 | Jakub Zbořil (B)           | Tjeckien     | Boston Bruins (från Kings)                                        | Saint John Sea Dogs (LHJMQ)          |
| 14 | Jake DeBrusk (VF)          | Kanada       | Boston Bruins                                                     | Swift Current Broncos (WHL)          |
| 15 | Zach Senyshyn (HF)         | Kanada       | Boston Bruins (från Flames)                                       | Sault Ste. Marie Greyhounds (OHL)    |
| 16 | Mathew Barzal (C)          | Kanada       | New York Islanders (från Penguins via Oilers)                     | Seattle Thunderbirds (WHL)           |
| 17 | Kyle Connor (C)            | USA          | Winnipeg Jets                                                     | Youngstown Phantoms (USHL)           |
| 18 | Thomas Chabot (B)          | Kanada       | Ottawa Senators                                                   | Saint John Sea Dogs (LHJMQ)          |
| 19 | Jevgenij Svetjnikov (VF)   | Ryssland     | Detroit Red Wings                                                 | Cape Breton Screaming Eagles (LHJMQ) |
| 20 | Joel Eriksson Ek (C)       | Sverige      | Minnesota Wild                                                    | Färjestads BK (SHL)                  |
| 21 | Colin White (HF/C)         | USA          | Ottawa Senators (från Islanders via Sabres)                       | Team USA (USHL)                      |
| 22 | Ilja Samsonov (MV)         | Ryssland     | Washington Capitals                                               | Metallurg Magnitogorsk (KHL)         |
| 23 | Brock Boeser (HF)          | USA          | Vancouver Canucks                                                 | Waterloo Black Hawks (USHL)          |
| 24 | Travis Konecny (C/HF)      | Kanada       | Philadelphia Flyers (från Predators via Maple Leafs)              | Ottawa 67's (OHL)                    |
| 25 | Jack Roslovic (C/HF)       | USA          | Winnipeg Jets (från Blues via Sabres)                             | Team USA (USHL)                      |
| 26 | Noah Juulsen (B)           | Kanada       | Montreal Canadiens                                                | Everett Silvertips (WHL)             |
| 27 | Jacob Larsson (B)          | Sverige      | Anaheim Ducks                                                     | Frölunda HC (SHL)                    |
| 28 | Anthony Beauvillier (VF/C) | Kanada       | New York Islanders (från Rangers via Lightning)                   | Cataractes de Shawinigan (LHJMQ)     |
| 29 | Gabriel Carlsson (B)       | Sverige      | Columbus Blue Jackets (från Lightning via Flyers och Maple Leafs) | Linköpings HC (SHL)                  |
| 30 | Nick Merkley (C)           | Kanada       | Arizona Coyotes (från Blackhawks)                                 | Kelowna Rockets (WHL)                |

### Andra rundan
Källa: 
| Nr | Spelare                      | Nationalitet  | NHL-organisation                                                  | College-/Junior-/Klubblag         |
| -- | ---------------------------- | ------------- | ----------------------------------------------------------------- | --------------------------------- |
| 31 | Jérémy Roy (B)               | Kanada        | San Jose Sharks (från Sabres via Avalanche)                       | Phoenix de Sherbrooke (LHJMQ)     |
| 32 | Christian Fischer (HF/C)     | USA           | Arizona Coyotes                                                   | Notre Dame Fighting Irish (NCAA)  |
| 33 | Mitchell Stephens (C)        | Kanada        | Tampa Bay Lightning (från Oilers via Islanders)                   | Saginaw Spirit (OHL)              |
| 34 | Travis Dermott (B)           | Kanada        | Toronto Maple Leafs (från Maple Leafs via Kings och Blue Jackets) | Erie Otters (OHL)                 |
| 35 | Sebastian Aho (VF)           | Finland       | Carolina Hurricanes                                               | Kärpät (Liiga)                    |
| 36 | Gabriel Gagné (C/HF)         | Kanada        | Ottawa Senators (från Devils)                                     | Tigres de Victoriaville (LHJMQ)   |
| 37 | Brandon Carlo (B)            | USA           | Boston Bruins (från Flyers via Islanders)                         | Tri-City Americans (WHL)          |
| 38 | Paul Bittner (VF)            | USA           | Columbus Blue Jackets                                             | Portland Winterhawks (WHL)        |
| 39 | A.J. Greer (VF)              | Kanada        | Colorado Avalanche (från Sharks)                                  | Boston University Terriers (NCAA) |
| 40 | Nicolas Meloche (B)          | Kanada        | Colorado Avalanche                                                | Drakkar de Baie-Comeau (LHJMQ)    |
| 41 | Ryan Gropp (VF)              | Kanada        | New York Rangers (från Panthers via Devils och Ducks)             | Seattle Thunderbirds (WHL)        |
| 42 | Mackenzie Blackwood (MV)     | Kanada        | New Jersey Devils (från Stars via Senators)                       | Barrie Colts (OHL)                |
| 43 | Erik Černák (B)              | Slovakien     | Los Angeles Kings (från Kings via Sabres)                         | HC Košice (Extraliga)             |
| 44 | Matt Spencer (B)             | Kanada        | Tampa Bay Lightning (från Bruins)                                 | Peterborough Petes (OHL)          |
| 45 | Jakob Forsbacka Karlsson (C) | Sverige       | Boston Bruins (från Flames)                                       | Omaha Lancers (USHL)              |
| 46 | Daniel Sprong (HF)           | Nederländerna | Pittsburgh Penguins                                               | Charlottetown Islanders (LHJMQ)   |
| 47 | Jansen Harkins               | Kanada        | Winnipeg Jets                                                     | Prince George Cougars (WHL)       |
| 48 | Filip Chlapik (C)            | Tjeckien      | Ottawa Senators                                                   | Charlottetown Islanders (LHJMQ)   |
| 49 | Roope Hintz (VF/HF)          | Finland       | Dallas Stars (från Red Wings)                                     | Ilves (Liiga)                     |
| 50 | Jordan Greenway (VF)         | USA           | Minnesota Wild                                                    | Team USA (USHL)                   |
| 51 | Brendan Guhle (B)            | Kanada        | Buffalo Sabres (från Islanders)                                   | Prince Albert Raiders (WHL)       |
| 52 | Jérémy Lauzon (B)            | Kanada        | Boston Bruins (från Capitals via Flames)                          | Huskies de Rouyn-Noranda (LHJMQ)  |
| 53 | Rasmus Andersson (B)         | Sverige       | Calgary Flames (från Canucks)                                     | Barrie Colts (OHL)                |
| 54 | Graham Knott (VF)            | Kanada        | Chicago Blackhawks (kompensationsval)                             | Niagara IceDogs (OHL)             |
| 55 | Yakov Trenin (VF/C)          | Ryssland      | Nashville Predators                                               | Olympiques de Gatineau (LHJMQ)    |
| 56 | Vince Dunn (B)               | Kanada        | St. Louis Blues                                                   | Niagara IceDogs (OHL)             |
| 57 | Jonas Siegenthaler (B)       | Schweiz       | Washington Capitals (från Canadiens via Oilers och Rangers)       | ZSC Lions (NLA)                   |
| 58 | Kevin Stenlund (C)           | Sverige       | Columbus Blue Jackets (från Ducks)                                | HV71 (SHL)                        |
| 59 | Julius Nättinen (C)          | Finland       | Anaheim Ducks (från Rangers)                                      | JYP (Liiga)                       |
| 60 | Oliver Kylington (B)         | Sverige       | Calgary Flames (från Lightning via Rangers och Coyotes)           | AIK Hockey (Hockeyallsvenskan)    |
| 61 | Jeremy Bracco (C/HF)         | USA           | Toronto Maple Leafs (från Blackhawks via Flyers)                  | Team USA (USHL)                   |

### Tredje rundan
Källa: 
| Nr | Spelare                     | Nationalitet | NHL-organisation                                   | College-/Junior-/Klubblag               |
| -- | --------------------------- | ------------ | -------------------------------------------------- | --------------------------------------- |
| 62 | Robin Kovács (VF/HF)        | Sverige      | New York Rangers (från Sabres via Capitals)        | AIK Hockey (Hockeyallsvenskan)          |
| 63 | Kyle Capobianco (B)         | Kanada       | Arizona Coyotes                                    | Sudbury Wolves (OHL)                    |
| 64 | Dennis Yan (VF)             | USA          | Tampa Bay Lightning (från Oilers via Ducks)        | Cataractes de Shawinigan (LHJMQ)        |
| 65 | Andrew Nielsen (B)          | Kanada       | Toronto Maple Leafs                                | Lethbridge Hurricanes (WHL)             |
| 66 | Guillaume Brisebois (B)     | Kanada       | Vancouver Canucks (från Hurricanes)                | Titan Acadie-Bathurst (LHJMQ)           |
| 67 | Blake Speers (HF)           | Kanada       | New Jersey Devils                                  | Sault Ste. Marie Greyhounds (OHL)       |
| 68 | Martins Dzierkals (F)       | Lettland     | Toronto Maple Leafs (från Flyers via Blue Jackets) | HK Riga                                 |
| 69 | Keegan Kolesar (HF)         | Kanada       | Columbus Blue Jackets                              | Seattle Thunderbirds (WHL)              |
| 70 | Felix Sandström (MV)        | Sverige      | Philadelphia Flyers (från Sharks)                  | Brynäs IF (SHL)                         |
| 71 | Jean-Christophe Beaudin (C) | Kanada       | Colorado Avalanche                                 | Huskies de Rouyn-Noranda (LHJMQ)        |
| 72 | Anthony Cirelli (C)         | Kanada       | Tampa Bay Lightning (från Panthers via Islanders)  | Oshawa Generals (OHL)                   |
| 73 | Ville Saarijärvi (B)        | Finland      | Detroit Red Wings (från Stars)                     | Green Bay Gamblers (USHL)               |
| 74 | Aleksandr Dergatjov (C)     | Ryssland     | Los Angeles Kings                                  | SKA Sankt Petersburg (KHL)              |
| 75 | Daniel Vladař (MV)          | Tjeckien     | Boston Bruins                                      | HC Kladno (Extraliga)                   |
| 76 | Adin Hill (MV)              | Kanada       | Arizona Coyotes (från Flames)                      | Portland Winterhawks (WHL)              |
| 77 | Samuel Montembeault (MV)    | Kanada       | Florida Panthers (från Penguins)                   | Armada de Blainville-Boisbriand (LHJMQ) |
| 78 | Erik Foley (VF)             | USA          | Winnipeg Jets                                      | Cedar Rapids RoughRiders (USHL)         |
| 79 | Sergej Zborovskij (B)       | Ryssland     | New York Rangers (från Senators via Oilers)        | Regina Pats (WHL)                       |
| 80 | Brent Gates (C)             | USA          | Anaheim Ducks (från Red Wings via Blue Jackets)    | Green Bay Gamblers (USHL)               |
| 81 | Brendan Warren (VF)         | USA          | Arizona Coyotes (från Wild)                        | Team USA (USHL)                         |
| 82 | Mitch Vande Sompel (B)      | Kanada       | New York Islanders                                 | Oshawa Generals (OHL)                   |
| 83 | Jens Lööke (HF/VF)          | Sverige      | Arizona Coyotes (från Capitals via Flames)         | Brynäs IF (SHL)                         |
| 84 | Deven Sideroff (HF)         | USA          | Anaheim Ducks (från Canucks)                       | Kamloops Blazers (WHL)                  |
| 85 | Thomas Novak (C)            | USA          | Nashville Predators                                | Waterloo Black Hawks (USHL)             |
| 86 | Mike Robinson (MV)          | USA          | San Jose Sharks (från Blues via Oilers)            | Boston Jr. Rangers (EHL)                |
| 87 | Lukas Vejdemo (C)           | Sverige      | Montreal Canadiens                                 | Djurgården Hockey (SHL)                 |
| 88 | Thomas Schemitsch (B)       | Kanada       | Florida Panthers (från Ducks)                      | Owen Sound Attack (OHL)                 |
| 89 | Aleksi Saarela (C/HF/VF)    | Finland      | New York Rangers                                   | Ässät (Liiga)                           |
| 90 | Matej Tomek (MV)            | Slovakien    | Philadelphia Flyers (from Lightning)               | Topeka RoadRunners (NAHL)               |
| 91 | Dennis Gilbert (B)          | USA          | Chicago Blackhawks                                 | Chicago Steel (USHL)                    |

### Fjärde rundan
Källa: 
| Nr  | Spelare                     | Nationalitet | NHL-organisation                                 | College-/Junior-/Klubblag         |
| --- | --------------------------- | ------------ | ------------------------------------------------ | --------------------------------- |
| 92  | Will Borgen (B)             | USA          | Buffalo Sabres                                   | Omaha Lancers (USHL)              |
| 93  | Callum Booth (MV)           | Kanada       | Carolina Hurricanes (från Coyotes via Capitals)  | Remparts de Québec (LHJMQ)        |
| 94  | Adam Musil (C)              | Kanada       | St. Louis Blues (från Oilers)                    | Red Deer Rebels (WHL)             |
| 95  | Jesper Lindgren (B)         | Sverige      | Toronto Maple Leafs                              | Modo Hockey (SHL)                 |
| 96  | Nicolas Roy (C)             | Kanada       | Carolina Hurricanes                              | Saguenéens de Chicoutimi (LHJMQ)  |
| 97  | Colton White (B)            | Kanada       | New Jersey Devils                                | Sault Ste. Marie Greyhounds (OHL) |
| 98  | Samuel Dove-McFalls (C)     | Kanada       | Philadelphia Flyers                              | Saint John Sea Dogs (LHJMQ)       |
| 99  | Austin Wagner (VF/C)        | Kanada       | Los Angeles Kings (från Blue Jackets via Flyers) | Regina Pats (WHL)                 |
| 100 | Anthony Richard (C)         | Kanada       | Nashville Predators (från Sharks)                | Foreurs de Val-d'Or (LHJMQ)       |
| 101 | Andrej Mironov (B)          | Ryssland     | Colorado Avalanche                               | HK Dynamo Moskva (KHL)            |
| 102 | Denis Malgin (C)            | Schweiz      | Florida Panthers                                 | ZSC Lions (NLA)                   |
| 103 | Chris Martenet (B)          | USA          | Dallas Stars                                     | London Knights (OHL)              |
| 104 | Michail Vorobev (C)         | Ryssland     | Philadelphia Flyers (från Kings)                 | Tolpar Ufa (MHL)                  |
| 105 | Jesse Gabrielle (VF)        | Kanada       | Boston Bruins                                    | Regina Pats (OHL)                 |
| 106 | Adam Helewka (VF)           | Kanada       | San Jose Sharks (från Flames)                    | Spokane Chiefs (WHL)              |
| 107 | Christian Wolanin (B)       | USA          | Ottawa Senators (från Penguins via Maple Leafs)  | Muskegon Lumberjacks (USHL)       |
| 108 | Michael Špaček (C)          | Tjeckien     | Winnipeg Jets                                    | HC Dynamo Pardubice (Extraliga)   |
| 109 | Filip Ahl (VF/HF)           | Sverige      | Ottawa Senators                                  | HV71 (SHL)                        |
| 110 | Joren van Pottelberghe (MV) | Schweiz      | Detroit Red Wings                                | Linköpings HC (SHL)               |
| 111 | Aleš Stezka (MV)            | Tjeckien     | Minnesota Wild                                   | Bílí Tygři Liberec                |
| 112 | Parker Wotherspoon (B)      | Kanada       | New York Islanders                               | Tri-City Americans (WHL)          |
| 113 | Brad Morrison (C)           | Kanada       | New York Rangers (från Capitals)                 | Prince George Cougars (WHL)       |
| 114 | Dmitri Zhukenov (C)         | Ryssland     | Vancouver Canucks                                | Omskie Yastreby (MHL)             |
| 115 | Alexandre Carrier (B)       | Kanada       | Nashville Predators                              | Olympiques de Gatineau (LHJMQ)    |
| 116 | Glenn Gawdin (C/HF)         | Kanada       | St. Louis Blues                                  | Swift Current Broncos (WHL)       |
| 117 | Caleb Jones (B)             | USA          | Edmonton Oilers (från Canadiens)                 | Team USA (USHL)                   |
| 118 | Jonne Tammela (HF)          | Finland      | Tampa Bay Lightning (från Ducks)                 | KalPa (Liiga)                     |
| 119 | Daniel Bernhardt (VF/HF)    | Sverige      | New York Rangers                                 | Djurgården Hockey (SHL)           |
| 120 | Mathieu Joseph (HF)         | Kanada       | Tampa Bay Lightning                              | Saint John Sea Dogs (LHJMQ)       |
| 121 | Ryan Shea (B)               | ÚSA          | Chicago Blackhawks                               | Youngstown Phantoms (USHL)        |

### Femte rundan
Källa: 
| Nr  | Spelare                 | Nationalitet | NHL-organisation                                 | College-/Junior-/Klubblag       |
| --- | ----------------------- | ------------ | ------------------------------------------------ | ------------------------------- |
| 122 | Devante Stephens (B)    | Kanada       | Buffalo Sabres                                   | Kelowna Rockets (WHL)           |
| 123 | Conor Garland (HF)      | USA          | Arizona Coyotes                                  | Moncton Wildcats (LHJMQ)        |
| 124 | Ethan Bear (B)          | Kanada       | Edmonton Oilers                                  | Seattle Thunderbirds (WHL)      |
| 125 | Dmytro Timasjov (VF/HF) | Sverige      | Toronto Maple Leafs                              | Remparts de Québec (LHJMQ)      |
| 126 | Luke Stevens (VF)       | USA          | Carolina Hurricanes                              | Cape Cod Whalers U18            |
| 127 | Niko Mikkola (B)        | Finland      | St. Louis Blues (från Devils)                    | KalPa (Liiga)                   |
| 128 | David Kaše (C/VF)       | Tjeckien     | Philadelphia Flyers                              | Piráti Chomutov (Extraliga)     |
| 129 | Sam Ruopp (B)           | Kanada       | Columbus Blue Jackets                            | Prince George Cougars (WHL)     |
| 130 | Kārlis Čukste (B)       | Lettland     | San Jose Sharks                                  | HK Riga                         |
| 131 | Matt Bradley (C/VF)     | Kanada       | Montreal Canadiens (från Avalanche)              | Medicine Hat Tigers (WHL)       |
| 132 | Karch Bachman (C)       | USA          | Florida Panthers                                 | Culver Military Academy Prep    |
| 133 | Joseph Cecconi (B)      | USA          | Dallas Stars                                     | Muskegon Lumberjacks (USHL)     |
| 134 | Matt Schmalz (HF/C)     | Kanada       | Los Angeles Kings                                | Sudbury Wolves (OHL)            |
| 135 | Kirill Kaprizov (VF)    | Ryssland     | Minnesota Wild (från Bruins)                     | Metallurg Novokuznetsk (KHL)    |
| 136 | Pavel Karnaukhov (C)    | Vitryssland  | Calgary Flames                                   | Calgary Hitmen (WHL)            |
| 137 | Dominik Simon (C/VF)    | Tjeckien     | Pittsburgh Penguins                              | HC Plzeň (Extraliga)            |
| 138 | Spencer Smallman (HF)   | Kanada       | Carolina Hurricanes (från Jets)                  | Saint John Sea Dogs (LHJMQ)     |
| 139 | Christián Jaroš (B)     | Slovakien    | Ottawa Senators                                  | Luleå Hockey (SHL)              |
| 140 | Chase Pearson (C)       | Kanada       | Detroit Red Wings                                | Youngstown Phantoms (USHL)      |
| 141 | Veeti Vainio (B)        | Finland      | Columbus Blue Jackets (från Wild)                | Esbo Blues (Liiga)              |
| 142 | Rūdolfs Balcers (F)     | Lettland     | San Jose Sharks (från Islanders)                 | Stavanger Oilers (GET)          |
| 143 | Connor Hobbs (B)        | Kanada       | Washington Capitals                              | Regina Pats (WHL)               |
| 144 | Carl Neill (B)          | Kanada       | Vancouver Canucks                                | Phoenix de Sherbrooke (LHJMQ)   |
| 145 | Karel Vejmelka (MV)     | Tjeckien     | Nashville Predators                              | HC Dynamo Pardubice (Extraliga) |
| 146 | Luke Opilka (MV)        | USA          | St. Louis Blues                                  | Team USA (USHL)                 |
| 147 | Ryan Pilon (B)          | Kanada       | New York Islanders (från Canadiens via Panthers) | Brandon Wheat Kings (WHL)       |
| 148 | Troy Terry (C)          | USA          | Anaheim Ducks                                    | Team USA (USHL)                 |
| 149 | Adam Gaudette (C)       | USA          | Vancouver Canucks (från Rangers)                 | Cedar Rapids RoughRiders (USHL) |
| 150 | Ryan Zuhlsdorf (B)      | USA          | Tampa Bay Lightning                              | Sioux City Musketeers (USHL)    |
| 151 | Radovan Bondra (VF/HF)  | Slovakien    | Chicago Blackhawks                               | HC Kosice (Extraliga)           |

### Sjätte rundan
Källa: 
| Nr  | Spelare                  | Nationalitet | NHL-organisation                             | College-/Junior-/Klubblag           |
| --- | ------------------------ | ------------ | -------------------------------------------- | ----------------------------------- |
| 152 | Giorgio Estephan (C)     | Kanada       | Buffalo Sabres                               | Lethbridge Hurricanes (WHL)         |
| 153 | Kris Oldham (MV)         | USA          | Tampa Bay Lightning (från Coyotes)           | Omaha Lancers (USHL)                |
| 154 | John Marino (B)          | USA          | Edmonton Oilers                              | South Shore Kings (USPHL)           |
| 155 | Stephen Desrocher (B)    | Kanada       | Toronto Maple Leafs                          | Oshawa Generals (OHL)               |
| 156 | Jake Massie (B)          | Kanada       | Carolina Hurricanes                          | Boston Jr. Bruins 18U               |
| 157 | Brett Seney (VF)         | Kanada       | New Jersey Devils                            | Merrimack Warriors (NCAA)           |
| 158 | Cooper Marody (HF)       | USA          | Philadelphia Flyers                          | Sioux Falls Stampede (USHL)         |
| 159 | Vladislav Gavrikov (B)   | Ryssland     | Columbus Blue Jackets                        | Lokomotiv Jaroslavl (KHL)           |
| 160 | Adam Parsells (B)        | USA          | San Jose Sharks                              | Wausau West High                    |
| 161 | Sergej Boikov (B)        | Ryssland     | Colorado Avalanche                           | Voltigeurs de Drummondville (LHJMQ) |
| 162 | Chris Wilkie (HF)        | USA          | Florida Panthers                             | Tri-City Storm (USHL)               |
| 163 | Markus Ruusu (MV)        | Finland      | Dallas Stars                                 | JYP (Liiga)                         |
| 164 | Roy Radke (HF)           | USA          | Chicago Blackhawks (från Kings)              | Barrie Colts (OHL)                  |
| 165 | Cameron Hughes (C/VF)    | Kanada       | Boston Bruins                                | Wisconsin Badgers (NCAA)            |
| 166 | Andrew Mangiapane (VF/C) | Kanada       | Calgary Flames                               | Barrie Colts (OHL)                  |
| 167 | Frederik Tiffels (VF)    | Tyskland     | Pittsburgh Penguins                          | Western Michigan Broncos (NCAA)     |
| 168 | Mason Appleton (C)       | USA          | Winnipeg Jets                                | Tri-City Storm (USHL)               |
| 169 | David Cotton (C)         | USA          | Carolina Hurricanes (från Senators via Jets) | Cushing Academy                     |
| 170 | Patrick Hollway (B)      | USA          | Detroit Red Wings                            | Boston Advantage U18 (T1EHL)        |
| 171 | Nicholas Boka (B)        | USA          | Minnesota Wild                               | Team USA (USHL)                     |
| 172 | Andong Song (B/F)        | Kina         | New York Islanders                           | Lawrence Academy                    |
| 173 | Colby Williams (B)       | Kanada       | Washington Capitals                          | Regina Pats (WHL)                   |
| 174 | Lukáš Jašek (HF)         | Tjeckien     | Vancouver Canucks                            | HC Oceláři Třinec (Extraliga)       |
| 175 | Tyler Moy (C)            | USA          | Nashville Predators                          | Harvard Crimson (NCAA)              |
| 176 | Liam Dunda (VF)          | Kanada       | St. Louis Blues                              | Owen Sound Attack (OHL)             |
| 177 | Simon Bourque (B)        | Kanada       | Montreal Canadiens                           | Océanic de Rimouski (LHJMQ)         |
| 178 | Steven Ruggiero (B)      | USA          | Anaheim Ducks                                | Team USA (USHL)                     |
| 179 | Garret Metcalf (MV)      | USA          | Anaheim Ducks (från Rangers)                 | Madison Capitols (USHL)             |
| 180 | Bokondji Imama (VF)      | Kanada       | Tampa Bay Lightning                          | Saint John Sea Dogs (LHJMQ)         |
| 181 | Joni Tuulola (B)         | Finland      | Chicago Blackhawks                           | HPK (Liiga)                         |

### Sjunde rundan
Källa: 
| Nr  | Spelare                   | Nationalitet | NHL-organisation                                            | College-/Junior-/Klubblag         |
| --- | ------------------------- | ------------ | ----------------------------------------------------------- | --------------------------------- |
| 182 | Ivan Chukarov (B)         | USA          | Buffalo Sabres                                              | Minnesota Wilderness (NAHL)       |
| 183 | Erik Källgren (MV)        | Sverige      | Arizona Coyotes                                             | Linköpings HC (SHL)               |
| 184 | Adam Húska (MV)           | Slovakien    | New York Rangers (från Oilers)                              | Green Bay Gamblers (USHL)         |
| 185 | Nikita Korostelev (HF/VF) | Ryssland     | Toronto Maple Leafs                                         | Sarnia Sting (OHL)                |
| 186 | Steven Lorentz (C)        | Kanada       | Carolina Hurricanes                                         | Peterborough Petes (OHL)          |
| 187 | Chaz Reddekopp (B)        | Kanada       | Los Angeles Kings (från Devils)                             | Victoria Royals (WHL)             |
| 188 | Ivan Fedotov (MV)         | Ryssland     | Philadelphia Flyers                                         | HK Neftechimik Nizjnekamsk (KHL)  |
| 189 | Markus Nutivaara (B)      | Finland      | Columbus Blue Jackets                                       | Kärpät (Liiga)                    |
| 190 | Marcus Vela (C)           | Kanada       | San Jose Sharks                                             | Langley Rivermen (BCHL)           |
| 191 | Gustav Olhaver (C/VF)     | Sverige      | Colorado Avalanche                                          | Rögle BK                          |
| 192 | Patrick Shea (C)          | USA          | Florida Panthers                                            | Boston Jr. Bruins 18U             |
| 193 | Jake Kupsky (MV)          | USA          | San Jose Sharks (från Stars)                                | Lone Star Brahmas (NAHL)          |
| 194 | Matthew Roy (B)           | USA          | Los Angeles Kings                                           | Michigan Tech Huskies (NCAA)      |
| 195 | Jack Becker (C)           | USA          | Boston Bruins                                               | Team Northeast                    |
| 196 | Riley Bruce (B)           | Kanada       | Calgary Flames                                              | North Bay Battalion (OHL)         |
| 197 | Nikita Pavlychev (C)      | Ryssland     | Pittsburgh Penguins                                         | Des Moines Buccaneers (USHL)      |
| 198 | Sami Niku (B)             | Finland      | Winnipeg Jets                                               | JYP (Liiga)                       |
| 199 | Joel Daccord (MV)         | USA          | Ottawa Senators                                             | Cushing Academy                   |
| 200 | Adam Marsh (VF)           | USA          | Detroit Red Wings                                           | Saint John Sea Dogs (LHJMQ)       |
| 201 | Gustav Bouramman (B)      | Sverige      | Minnesota Wild                                              | Sault Ste. Marie Greyhounds (OHL) |
| 202 | Petter Hansson (B)        | Sverige      | New York Islanders                                          | Linköpings HC                     |
| 203 | Matteo Gennaro (C/VF)     | Kanada       | Winnipeg Jets (från Capitals)                               | Prince Albert Raiders (WHL)       |
| 204 | Jack Sadek (B)            | USA          | Minnesota Wild (från Canucks via Lightning)                 | Team Southeast                    |
| 205 | Evan Smith (MV)           | USA          | Nashville Predators                                         | Austin Bruins (NAHL)              |
| 206 | Ryan Bednard (MV)         | USA          | Florida Panthers (från Blues via Devils)                    | Johnstown Tomahawks (NAHL)        |
| 207 | Jeremiah Addison (VF)     | Kanada       | Montreal Canadiens                                          | Ottawa 67's (OHL)                 |
| 208 | Miroslav Svoboda (MV)     | Tjeckien     | Edmonton Oilers (från Ducks via Lightning)                  | HC Oceláři Třinec (Extraliga)     |
| 209 | Zijat Pajgin (B)          | Ryssland     | Edmonton Oilers (från Rangers via Lightning och Rangers)    | Ak Bars Kazan (KHL)               |
| 210 | Tate Olson (B)            | Kanada       | Vancouver Canucks (från Lightning via Islanders och Sharks) | Prince George Cougars (WHL)       |
| 211 | John Dahlström (VF/C)     | Sverige      | Chicago Blackhawks                                          | Frölunda HC (SHL)                 |

## Draftade spelare per nationalitet
| Nr | Nationalitet  | Antal draftval | %    |
|    | Nordamerika   | 134            | 63,5 |
| -- | ------------- | -------------- | ---- |
| 1  | Kanada        | 80             | 37,9 |
| 2  | USA           | 54             | 25,6 |
|    | Europa        | 76             | 36   |
| 3  | Sverige       | 20             | 9,5  |
| 4  | Ryssland      | 17             | 8,1  |
| 5  | Finland       | 13             | 6,2  |
| 6  | Tjeckien      | 11             | 5,2  |
| 7  | Slovakien     | 5              | 2,4  |
| 8  | Schweiz       | 4              | 1,9  |
| 9  | Lettland      | 3              | 1,4  |
| 10 | Nederländerna | 1              | 0,5  |
| 11 | Tyskland      | 1              | 0,5  |
| 12 | Vitryssland   | 1              | 0,5  |
|    | Asien         | 1              | 0,5  |
| 12 | Kina          | 1              | 0,5  |